# Johannes Zahlten
Johannes Georg Zahlten (* 25. Januar 1938 in Gottesberg/Schlesien; † 11. Juli 2010 in Braunschweig) war ein deutscher Kunsthistoriker und Bronzegießer. Er war Hochschullehrer an der Universität Stuttgart und der Hochschule für Bildende Künste Braunschweig (HBK).

## Leben
Zahlten studierte Kunst, Kunstpädagogik, Kunstgeschichte und Geschichte und absolvierte anschließend eine Lehre in Bronzeguss. Seine Dissertation schrieb er 1968 zum Falkenbuch Kaiser Friedrichs II. Er wurde mit seiner Schrift Creatio Mundi habilitiert. Er forschte und lehrte von 1982 bis 2003 an der HBK. Seit 1997 war er ordentliches Mitglied der Braunschweigischen Wissenschaftlichen Gesellschaft.
Seine Schwerpunkte in der Kunstgeschichte waren unter anderem Barock, Mittelalter, Renaissance, Kunst in Baden-Württemberg und Bayern, Italien, sowie die Fusion zwischen Kunstgeschichte und Moderner Kunst.

## Werke (Auswahl)
- Medizinische Vorstellungen im Falkenbuch Kaiser Friedrichs II. (= Sudhoffs Archiv für Geschichte der Medizin. Band 54. 1970, Heft 1 und 2, S. 49–103 ISSN 0039-4564) Fachbereich Geschichts-, Sozial- und Wirtschaftswissenschaft, Stuttgart 1968, (Dissertation vom 25. Oktober 1968), OCLC 74056841.
- Creatio mundi: Darstellung der 6 Schöpfungstage und naturwissenschaftliches Weltbild im Mittelalter. (= Habilitationsschrift 1976–1977) in: Stuttgarter Beiträge zur Geschichte und Politik. Band 13. Klett-Cotta Verlag, Stuttgart 1979, ISBN 3-12-911720-2.
- „Die Kunstanstalten zur Staats- und Nationalsache gemacht...“ Die Stuttgarter Kunstakademie in der ersten Hälfte des 19. Jahrhunderts. Stuttgart: Staatliche Akademie der Bildenden Künste Stuttgart, 1980 (= Beiträge zur Geschichte der Staatlichen Akademie der Bildenden Künste Stuttgart, hrsg. von Wolfgang Kermer; 2)
- Urbanstraße 37/39: Kgl. Kunstschule / Akademie der bildenden Künste: die Geschichte eines Provisoriums. Stuttgart: Staatliche Akademie der Bildenden Künste Stuttgart, 1986 (= Beiträge zur Geschichte der Staatlichen Akademie der Bildenden Künste Stuttgart, hrsg. von Wolfgang Kermer; 5)
- Schloss Wolfsburg: ein Baudenkmal der Weserrenaissance. in: Texte zur Geschichte Wolfsburgs. Band 23. Steinweg Verlag, Braunschweig 1991, ISBN 3-925-15152-4.
- Barocke Exkursionen. Salon-Verlag, Köln 2004, ISBN 3-89770-205-3.